# Диелектрична константа
| материјал | εr                                                         |
| --------- | ---------------------------------------------------------- |
| вакуум    | 1 (по дефиницији)                                          |
| ваздух    | 1,00058986±0,00000050                                      |
| тефлон    | 21                                                         |
| бетон     | 45                                                         |
| стакло    | 47 (3.7–10)                                                |
| гума      | 7                                                          |
| дијамант  | 5.5–10                                                     |
| со        | 3–15                                                       |
| графит    | 10–15                                                      |
| силикон   | 1.168                                                      |
| метанол   | 30                                                         |
| глицерол  | 41.2, 47, 42.5 (0, 20, 25 °C)                              |
| вода      | 87.9, 80.2, 55.5 (0, 20, 100 °C) за видљиву светлост: 1.77 |

Диелектрична константа или пермитивност (ознака ε) јесте однос између густине и јачине електричног поља. Изражава се као производ релативне диелектричне константе εr (која зависи од посматране средине) и диелектричне константе вакуума ε0 (која се назива и апсолутна пермитивност):
{\displaystyle \epsilon =\epsilon _{r}\epsilon _{0}}
где диелектрична константа вакуума износи
{\displaystyle \varepsilon _{0}=8,8541878176\cdot } 10−12 {\displaystyle {\frac {As}{Vm}}} или {\displaystyle {\frac {F}{m}}}
Мерна јединица за пермитивност је Фарад по метру, односно у SI-јединицама Ампер секунда по Волт метру.
Ова физичка величина количински представља колико електрично поље утиче на средину у којој се налази, односно колико средина утиче на поље. Практично, представља могућност саме средине да се поларизује под утицајем поља и тако појача/смањи укупно електрично поље или, много чешће, остане поларизовано и када више није под утицајем поља (ова карактеристика средине се користи у кондензаторима).

## Релативна пермитивност
Релативна пермитивност или релативна диелектрична константа је број већи или једнак од 1 који зависи од дате средине.
За вакуум релативна диелектрична константа је 1 по дефиницији. За ваздух релативна диелектрична константа је {\displaystyle \approx 1}.